# باي أق أخموك
باي أق أخموك (1908 تامنراست – 1 يونيو 1975)، سياسي ومقاوم جزائري من الطوارق، شغل منصب أمنوكال وأمين عقال الهقار.

## وفاته
توفي باي أق أخموك بتاريخ 1 يونيو 1975 عن عمر ناهز 67 سنة.